# Collegio di Redditch
Redditch è un collegio elettorale inglese situato nelle Midlands Occidentali, rappresentato alla Camera dei comuni del Parlamento del Regno Unito. Elegge un membro del parlamento con il sistema first-past-the-post, ossia maggioritario a turno unico; l'attuale parlamentare è Chris Bloore del Partito Laburista, che rappresenta il collegio dal 2024.

## Estensione

Redditch dal 1997 al 2024

Dal 1997 al 2024 il collegio comprese l'intero borough di Redditch e parte del distretto di Wychavon, oltre ai villaggi di Inkberrow, Callow Hill, Cookhill, Feckenham e Astwood Bank. Nel 2010 furono aggiunti i villaggi di Hanbury e Lenches.
Dal 2024 il collegio è costituito dal borgo di Redditch e dai ward del distretto di Wychavon di Dodderhill, Harvington and Norton e Inkberrow.

## Membri del parlamento
| Elezione | Elezione       | Deputato     | Partito      |
| -------- | -------------- | ------------ | ------------ |
|          | 1997           | Jacqui Smith | Laburista    |
|          | 2010           | Karen Lumley | Conservatore |
| 2017     | Rachel Maclean |              | Conservatore |
|          | 2024           | Chris Bloore | Laburista    |

## Elezioni

### Elezioni negli anni 2020
| Partito                    | Partito                                           | Candidato                   | Risultati 4 luglio 2024 | Risultati 4 luglio 2024 |
| Partito                    | Partito                                           | Candidato                   | Voti                    | %                       |
| -------------------------- | ------------------------------------------------- | --------------------------- | ----------------------- | ----------------------- |
|                            | Laburista                                         | Chris Bloore                | 14 810                  | 34,95                   |
|                            | Conservatore                                      | Rachel Maclean              | 14 021                  | 33,09                   |
|                            | Reform UK                                         | Julie Allison               | 8 516                   | 20,10                   |
|                            | Lib Dem                                           | Andrew Fieldsend-Roxborough | 2 165                   | 5,11                    |
|                            | Verdi                                             | David Thain                 | 2 098                   | 4,95                    |
|                            | Workers                                           | Mohammed Amin               | 765                     | 1,81                    |
|                            |                                                   |                             |                         |                         |
| Iscritti                   | Iscritti                                          | Iscritti                    | 72 038                  | 100,00                  |
| ↳ Votanti (% su iscritti)  | ↳ Votanti (% su iscritti)                         | ↳ Votanti (% su iscritti)   | 42 375                  | 58,82                   |
| ↳ Astenuti (% su iscritti) | ↳ Astenuti (% su iscritti)                        | ↳ Astenuti (% su iscritti)  | 29 663                  | 41,18                   |
|                            |                                                   |                             |                         |                         |
|                            | Esito: collegio passa da Conservatore a Laburista |                             |                         |                         |

### Elezioni negli anni 2010
| Partito                    | Partito                                   | Candidato                  | Risultati 12 dicembre 2019 | Risultati 12 dicembre 2019 |
| Partito                    | Partito                                   | Candidato                  | Voti                       | %                          |
| -------------------------- | ----------------------------------------- | -------------------------- | -------------------------- | -------------------------- |
|                            | Conservatore                              | Rachel Maclean             | 27 907                     | 63,33                      |
|                            | Laburista                                 | Rebecca Jenkins            | 11 871                     | 26,94                      |
|                            | Lib Dem                                   | Bruce Horton               | 2 905                      | 6,59                       |
|                            | Verdi                                     | Claire Davies              | 1 384                      | 3,14                       |
|                            |                                           |                            |                            |                            |
| Iscritti                   | Iscritti                                  | Iscritti                   | 65 391                     | 100,00                     |
| ↳ Votanti (% su iscritti)  | ↳ Votanti (% su iscritti)                 | ↳ Votanti (% su iscritti)  | 44 067                     | 67,39                      |
| ↳ Astenuti (% su iscritti) | ↳ Astenuti (% su iscritti)                | ↳ Astenuti (% su iscritti) | 21 324                     | 32,61                      |
|                            |                                           |                            |                            |                            |
|                            | Esito: collegio confermato a Conservatore |                            |                            |                            |

| Partito                    | Partito                                   | Candidato                  | Risultati 8 giugno 2017 | Risultati 8 giugno 2017 |
| Partito                    | Partito                                   | Candidato                  | Voti                    | %                       |
| -------------------------- | ----------------------------------------- | -------------------------- | ----------------------- | ----------------------- |
|                            | Conservatore                              | Rachel Maclean             | 23 652                  | 52,32                   |
|                            | Laburista                                 | Rebecca Blake              | 16 289                  | 36,04                   |
|                            | National Health action                    | Neal Stote                 | 2 239                   | 4,95                    |
|                            | UKIP                                      | Paul Swansborough          | 1 371                   | 3,03                    |
|                            | Lib Dem                                   | Susan Juned                | 1 173                   | 2,59                    |
|                            | Verdi                                     | Kevin White                | 380                     | 0,84                    |
|                            | Indipendente                              | Sally Woodhall             | 99                      | 0,22                    |
|                            |                                           |                            |                         |                         |
| Iscritti                   | Iscritti                                  | Iscritti                   | 64 314                  | 100,00                  |
| ↳ Votanti (% su iscritti)  | ↳ Votanti (% su iscritti)                 | ↳ Votanti (% su iscritti)  | 45 213                  | 70,30                   |
| ↳ Astenuti (% su iscritti) | ↳ Astenuti (% su iscritti)                | ↳ Astenuti (% su iscritti) | 19 101                  | 29,70                   |
|                            |                                           |                            |                         |                         |
|                            | Esito: collegio confermato a Conservatore |                            |                         |                         |

| Partito                    | Partito                                   | Candidato                  | Risultati 7 maggio 2015 | Risultati 7 maggio 2015 |
| Partito                    | Partito                                   | Candidato                  | Voti                    | %                       |
| -------------------------- | ----------------------------------------- | -------------------------- | ----------------------- | ----------------------- |
|                            | Conservatore                              | Karen Lumley               | 20 771                  | 47,10                   |
|                            | Laburista                                 | Rebecca Blake              | 13 717                  | 31,11                   |
|                            | UKIP                                      | Peter Jewell               | 7 133                   | 16,18                   |
|                            | Lib Dem                                   | Hilary Myers               | 1 349                   | 3,06                    |
|                            | Verdi                                     | Kevin White                | 960                     | 2,18                    |
|                            | Indipendente                              | Seth Colton                | 168                     | 0,38                    |
|                            |                                           |                            |                         |                         |
| Iscritti                   | Iscritti                                  | Iscritti                   | 65 514                  | 100,00                  |
| ↳ Votanti (% su iscritti)  | ↳ Votanti (% su iscritti)                 | ↳ Votanti (% su iscritti)  | 44 222                  | 67,50                   |
| ↳ Astenuti (% su iscritti) | ↳ Astenuti (% su iscritti)                | ↳ Astenuti (% su iscritti) | 21 292                  | 32,50                   |
|                            |                                           |                            |                         |                         |
|                            | Esito: collegio confermato a Conservatore |                            |                         |                         |

| Partito                    | Partito                                           | Candidato                  | Risultati 6 maggio 2010 | Risultati 6 maggio 2010 |
| Partito                    | Partito                                           | Candidato                  | Voti                    | %                       |
| -------------------------- | ------------------------------------------------- | -------------------------- | ----------------------- | ----------------------- |
|                            | Conservatore                                      | Karen Lumley               | 19 138                  | 43,48                   |
|                            | Laburista                                         | Jacqui Smith               | 13 317                  | 30,25                   |
|                            | Lib Dem                                           | Nicholas Lane              | 7 750                   | 17,61                   |
|                            | UKIP                                              | Anne Davis                 | 1 497                   | 3,40                    |
|                            | BNP                                               | Andy Ingram                | 1 394                   | 3,17                    |
|                            | Verdi                                             | Kevin White                | 393                     | 0,89                    |
|                            | Democratici                                       | Vincent Schittone          | 255                     | 0,58                    |
|                            | Cristiano                                         | Scott Beverley             | 101                     | 0,23                    |
|                            | Indipendente                                      | Paul Swansborough          | 100                     | 0,23                    |
|                            | Indipendente                                      | Derek Fletcher             | 73                      | 0,17                    |
|                            |                                                   |                            |                         |                         |
| Iscritti                   | Iscritti                                          | Iscritti                   | 68 563                  | 100,00                  |
| ↳ Votanti (% su iscritti)  | ↳ Votanti (% su iscritti)                         | ↳ Votanti (% su iscritti)  | 44 018                  | 64,20                   |
| ↳ Astenuti (% su iscritti) | ↳ Astenuti (% su iscritti)                        | ↳ Astenuti (% su iscritti) | 24 545                  | 35,80                   |
|                            |                                                   |                            |                         |                         |
|                            | Esito: collegio passa da Laburista a Conservatore |                            |                         |                         |

### Elezioni negli anni 2000
| Partito                    | Partito                                | Candidato                  | Risultati 5 maggio 2005 | Risultati 5 maggio 2005 |
| Partito                    | Partito                                | Candidato                  | Voti                    | %                       |
| -------------------------- | -------------------------------------- | -------------------------- | ----------------------- | ----------------------- |
|                            | Laburista                              | Jacqui Smith               | 18 012                  | 44,70                   |
|                            | Conservatore                           | Karen Lumley               | 15 296                  | 37,96                   |
|                            | Lib Dem                                | Nigel Hicks                | 5 602                   | 13,90                   |
|                            | UKIP                                   | John Paul Ison             | 1 381                   | 3,43                    |
|                            |                                        |                            |                         |                         |
| Iscritti                   | Iscritti                               | Iscritti                   | 64 157                  | 100,00                  |
| ↳ Votanti (% su iscritti)  | ↳ Votanti (% su iscritti)              | ↳ Votanti (% su iscritti)  | 40 291                  | 62,80                   |
| ↳ Astenuti (% su iscritti) | ↳ Astenuti (% su iscritti)             | ↳ Astenuti (% su iscritti) | 23 866                  | 37,20                   |
|                            |                                        |                            |                         |                         |
|                            | Esito: collegio confermato a Laburista |                            |                         |                         |

| Partito                    | Partito                                | Candidato                  | Risultati 7 giugno 2001 | Risultati 7 giugno 2001 |
| Partito                    | Partito                                | Candidato                  | Voti                    | %                       |
| -------------------------- | -------------------------------------- | -------------------------- | ----------------------- | ----------------------- |
|                            | Laburista                              | Jacqui Smith               | 16 899                  | 45,63                   |
|                            | Conservatore                           | Karen Lumley               | 14 415                  | 38,93                   |
|                            | Lib Dem                                | Michael Ashall             | 3 808                   | 10,28                   |
|                            | UKIP                                   | George Flynn               | 1 259                   | 3,40                    |
|                            | Verdi                                  | Richard Armstrong          | 651                     | 1,76                    |
|                            |                                        |                            |                         |                         |
| Iscritti                   | Iscritti                               | Iscritti                   | 62 554                  | 100,00                  |
| ↳ Votanti (% su iscritti)  | ↳ Votanti (% su iscritti)              | ↳ Votanti (% su iscritti)  | 37 032                  | 59,20                   |
| ↳ Astenuti (% su iscritti) | ↳ Astenuti (% su iscritti)             | ↳ Astenuti (% su iscritti) | 25 522                  | 40,80                   |
|                            |                                        |                            |                         |                         |
|                            | Esito: collegio confermato a Laburista |                            |                         |                         |

## Risultati dei referendum

### Referendum sulla permanenza del Regno Unito nell'Unione europea del 2016
|             | Collegio | Lasciare UE % | Rimanere in UE % |
| ----------- | -------- | ------------- | ---------------- |
|             | Redditch | 61,4%         | 38,6%            |
| Inghilterra | 53,3%    | 46,7%         |                  |
| Regno Unito | 51,9%    | 48,1%         |                  |